# Давид (Донатело)
 Тази статия е за творбата на Донатело.  За творбата на Микеланджело вижте Давид (Микеланджело).  
Давид е заглавието на две статуи на едноименния библейски герой от италианския скулптор от ранния Ренесанс Донатело. Хронологично първа е една ранна статуя от мрамор на облечена фигура (1408 – 09). Втората, много по-известна бронзова статуя, която е гола, с изключение на шлема и ботушите, датира от 40-те години на XV век или по-късно. И двете сега се намират в Националния музей Барджело във Флоренция. Първата творба е най-важната поръчка на Донатело до онзи момент и е с религиозен контекст. Тя е поставена на катедралата във Флоренция. Бронзовата статуя става най-известната му творба и е с частен характер, изработена по поръчка на семейство Медичи.

## Библейски разказ
Библейската история разказва за поредната битка между израилтяни и филистимци и отделя такова значение, че може да бъде сметната за решаваща. В редиците на филистимците бил Голиат – гигант, потомък на свръхчовеци от по-старо време, смятан за непобедим в битка. Израилските войски, предвождани от Саул, се уплашили да влязат в пряк сблъсък. Нещо повече, на предложението изходът от стълкновението да се реши чрез пряк двубой между Голиат и избран от израилтяните човек, от последните никой не се отзовал. Тогава се явил Давид – все още невръстен, приел да се изправи срещу гиганта и го победил, като му нанесъл смъртоносен удар с прашка. Именно оттогава Давид става твърде популярен и харесван от народа.

## Мраморният Давид
Мраморната статуя е изработена през 1408 г., за да бъде поставена на един от контрафорсите на катедралата във Флоренция. С подобна поръчка, но на Исаия, е натоварен Нани ди Банко. След като през 1409 г. издигат една от готовите статуи на мястото ѝ, се установява, че зададеният размер (по-малко от два метра височина) е твърде малък, за да се вижда добре от земята. Затова двете статуи няколко години са оставени на съхранение в работилницата.
През 1416 Синьорията на Флоренция нарежда Давид да бъде поставен в Двореца на Синьорията, днес Палацо Векио; очевидно младият Давид се възприема не само като религиозен, но и като политически символ. Донатело е помолен за някои преработки, тъй като сега статуята ще се гледа отблизо, те касаят основно главата на Голиат. Статуята е поставена върху пиедестал с надпис PRO PATRIA FORTITER DIMICANTIBUS ETIAM ADVERSUS TERRIBILISSIMOS HOSTES DII PRAESTANT AUXILIUM („На онези, които смело се бият за родината, боговете помагат и срещу най-ужасните противници“).
Мраморната статуя на Давид е най-ранната известна поръчка на Донатело и изработката ѝ се придържа към традицията, за разлика от по-иновативния подход в по-зрелите творби на скулптора. Все пак за времето си творбата е оценена като постижение с голямо значение. Тя стои дълго време като символ на патриотизъм, но след XVI век бива засенчена от гигантския Давид на Микеланджело, поставен със същата цел.

## Бронзовият Давид
Бронзовият Давид е най-известната бронзова скулптура на Донатело. Тя е направена за частен клиент, но идентичността му не е потвърдена в писмени източници. Първото историческо сведение за нея е от сватбата на Лоренцо Великолепни през 1469, когато статуята украсява двора на двореца на Медичите във Флоренция. След прогонването им през 1496 статуята е преместена в двора на Палацо Векио и след това е запазена в музея Барджело.